# Mycalesis obliterata
Mycalesis obliterata är en fjärilsart som beskrevs av Karl Grünberg 1912. Mycalesis obliterata ingår i släktet Mycalesis och familjen praktfjärilar. Inga underarter finns listade i Catalogue of Life.